# Vanguardia (Cuba)
Vanguardia est un journal cubain. Il est publié en espagnol, avec des pages en ligne en anglais, français, portugais et italien. Le journal est situé à Santa Clara.